# Lubowo (powiat koszaliński)
Lubowo – osada w Polsce położona w województwie zachodniopomorskim, w powiecie koszalińskim, w gminie Bobolice. Miejscowość wchodzi w skład sołectwa Kurowo, leży na południowym brzegu niewielkiego jeziora Wiejskiego.
W latach 1975–1998 miejscowość położona była w województwie koszalińskim.